# Daniel Baier (Fußballspieler)
Daniel Baier (* 18. Mai 1984 in Köln) ist ein ehemaliger deutscher Fußballspieler. Er stand zuletzt beim FC Augsburg unter Vertrag. Baier spielte im zentralen Mittelfeld meist auf der defensiven 6er-Position; er hatte Spielmacherqualitäten und galt als guter Passgeber.

## Leben
Baier wurde als Sohn des Fußballprofis Jürgen Baier in Köln geboren. Sein Vater war seinerzeit Spieler beim SC Fortuna Köln. Nachdem sein Vater 1985 für nur eine Saison zu Hannover 96 gewechselt war, lebte die Familie ab 1986 in Aschaffenburg, wo Jürgen Baier bei Viktoria Aschaffenburg spielte. Sein Bruder Benjamin Baier ist ebenfalls Fußballprofi.

### Vereinskarriere
Daniel Baier erlernte das Fußballspielen beim TSV Mainaschaff und Teutonia Obernau. Gemeinsam mit Marcel Schäfer wechselte er im Jahr 2000 von Viktoria Aschaffenburg in die Jugend des TSV 1860 München. Sein Bundesligadebüt gab er am 13. September 2003 (5. Spieltag) beim 2:1-Sieg im Heimspiel gegen den 1. FC Köln, als er in der 90. Minute für Benjamin Lauth eingewechselt wurde.
Zur Saison 2007/08 wechselte Baier zum VfL Wolfsburg, bei dem er einen Dreijahresvertrag unterschrieb. Am 1. September 2008 lieh der FC Augsburg Baier für ein Jahr bis zum Ende der Saison 2008/09 vom VfL Wolfsburg aus. Nach dem Ende der Leihfrist kehrte er nach Wolfsburg zurück. Am 31. Januar 2010 wechselte Baier dauerhaft zum FC Augsburg. Er erhielt dort einen Vertrag bis 2012, der mehrmals verlängert wurde.
Wie der FCA am 23. Juli 2020 bekanntgab, wurde sein noch bis zum 30. Juni 2021 laufender Vertrag in beidseitigem Einvernehmen aufgelöst. Anfang September 2020 beendete er seine aktive Karriere.

### Nationalmannschaft
Nachdem Baier bereits einige Stationen in den Jugendnationalmannschaften des DFB durchlaufen hatte, berief ihn Dieter Eilts 2005 in die U-21-Nationalmannschaft, für die er am 7. Oktober 2005 während der Europameisterschafts-Qualifikation in Braunschweig im Spiel gegen Wales seinen einzigen Einsatz hatte.

### Nach der Karriere
Nach seiner Profilaufbahn war Daniel Baier als Spieler-Beobachter für den FC Augsburg, den VfL Wolfsburg und den FC Bayern München tätig. Seit Frühjahr 2025 ist er Sportkoordinator bei RB Leipzig.

## Politisches Engagement
Zusätzlich engagiert sich Daniel Baier seit 2013 bei Show Racism the Red Card-Deutschland e. V. Im November 2013 beteiligte er sich bei einem Workshop der Bildungsinitiative und diskutierte mit den Schülern und Schülerinnen über Rassismus, Diskriminierung und Ausgrenzung.

## Erfolge
- Deutscher Meister 2008/09 mit dem VfL Wolfsburg
- Aufstieg in die erste Bundesliga mit dem FC Augsburg